# منطقه ۳۲ (قطر)
منطقه ۳۲ یک منطقهٔ مسکونی در قطر است که در دوحه (شهرداری) واقع شده‌است. منطقه ۳۲ ۲٫۴ کیلومتر مربع مساحت و ۱۲٬۳۶۴ نفر جمعیت دارد.